# Argento (Sugarfree)
Argento è il secondo album del gruppo degli Sugarfree uscito nel 2008

## Tracce
1. Fai bene così musica: (musica: F. Altobelli / C. Siracusa. Testo: M. Amantia Scuderi / F. Altobelli - © 2008 by ed. musicali On The Set / Warner) - 3:26
2. Splendida (musica: F. Muggeo / A. Santonocito. Testo: M. Amantia Scuderi - © 2008 by ed. musicali On The Set / Warner Chappel) - 3:30
3. Variopinta (musica e testo: M. Amantia Scuderi - © 2008 by ed. musicali On The Set / Warner Chappel Music Italy)  - 3:54
4. Scusa ma ti chiamo amore (musica: C. Guidetti. Testo: M. Amantia Scuderi / F. Moccia / E. D. Di Maggio - © 2008 ed. mus. Emi / Medusa / Warner) - 3:48
5. Argento (musica e testo: M. Amantia Scuderi - © 2008 by ed. musicali On The Set / Warner Chappel Music Italy) - 3:32
6. Variabile (musica: F. Altobelli. Testo: M. Amantia Scuderi / C. Siracusa / A. G. Gallo - © 2008 by ed. musicali On The Set / Warner) - 3:39
7. Non sapendo vivere (musica e testo: M. Amantia Scuderi - © 2008 by ed. musicali On The Set / Warner Chappel Music Italy) - 3:23
8. Promessa (musica: A. Santonocito / F. Muggeo / R. Zanchì / C. Siracusa. Testo: M. Amantia Scuderi / A. Santonocito / F. Muggeo / R. Zanchì / C. Siracusa - © 2008 by ed. musicali On The Set / Warner) - 3:31
9. Le parole (musica e testo: M. Amantia Scuderi - © 2008 by ed. musicali On The Set / Warner Chappel Music Italy) - 4:02
10. Zingara (musica: Giuseppe Gallicchio / C. Siracusa. Testo: G. Gallicchio - © 2008 by ed. musicali On The Set / Warner Chappel Music Italy) - 3:58
11. Una donna per amico ((musica: L. Battisti. Testo: Mogol - © 1978 by ed. Acqua azzurra) - 4:33

## Classifiche
| Classifica (2008) | Posizione massima |
| ----------------- | ----------------- |
| Italia            | 82                |